# România la Jocurile Paralimpice de vară din 2016
România participează la Jocurile Paralimpice de vară din 2016 din Rio de Janeiro, Brazilia, în perioada 7–18 septembrie 2016, cu o delegație de 11 sportivi care vor concura în cadrul a șase sporturi: atletism, ciclism, judo pentru nevăzători, natație, paracanoe, și tenis de masă. Este cea mai numeroasă delegație de până în prezent la această competiție.

## Medaliați
| Medalie | Nume             | Sport | Probă           | Dată         |
| ------- | ---------------- | ----- | --------------- | ------------ |
| Bronz   | Alexandru Bologa | Judo  | -60 kg masculin | 8 septembrie |

## Participanți
| Nume               | Sport                  | Proba                |
| ------------------ | ---------------------- | -------------------- |
| Florin Cojoc       | Atletism               | Săritură în înălțime |
| Florentina Hriscu  | Atletism               | Aruncarea discului   |
| Carol-Eduard Novak | Ciclism                | Clasă C              |
| Oláh Attila        | Ciclism                | Clasă C              |
| Alexandru Bologa   | Judo pentru nevăzători | -60 kg               |
| Naomi Ciorap       | Natație                |                      |
| Samuel Ciorap      | Natație                |                      |
| Mihaela Lulea      | Paracanoe              |                      |
| Iulian Șerban      | Paracanoe              |                      |
| Dacian Makszin     | Tenis de masă          |                      |
| Bobi Simion        | Tenis de masă          |                      |

## Legături externe
- România la Jocurile Paralimpice de vară din 2016 Arhivat în 22 septembrie 2016, la Wayback Machine. pe rio2016.com